# Villagómez (ort)
Villagómez är en ort i Colombia.   Den ligger i departementet Cundinamarca, i den centrala delen av landet, 70 km norr om huvudstaden Bogotá. Villagómez ligger 1 667 meter över havet och antalet invånare är 779.
Terrängen runt Villagómez är kuperad åt nordväst, men åt sydost är den bergig. Runt Villagómez är det ganska glesbefolkat, med 48 invånare per kvadratkilometer. Närmaste större samhälle är Pacho, 16,2 km söder om Villagómez. I omgivningarna runt Villagómez växer i huvudsak städsegrön lövskog.